# 库埃农河畔罗
庫埃農河畔罗（法語：Roz-sur-Couesnon，法語發音：[ʁo syʁ kwenɔ̃]）是法国伊勒-维莱讷省的一个市镇，属于圣马洛区。

## 地理
库埃农河畔罗（48°35'20"N, 1°35'33"W）面积25.86 平方千米，位于法国布列塔尼大區伊勒-维莱讷省，该省份为法国西北部沿海省份，位于布列塔尼半岛东部，北濒大西洋，西接阿摩尔滨海省和莫尔比昂省，南至大西洋卢瓦尔省，西南端接曼恩-卢瓦尔省，东临马耶讷省，东北与芒什省接壤。
与库埃农河畔罗接壤的市镇（或旧市镇、城区）包括：博瓦尔、圣布罗拉德尔、圣马尔康、圣乔治德格雷艾涅、桑镇。
库埃农河畔罗的时区为UTC+01:00、UTC+02:00（夏令时）。

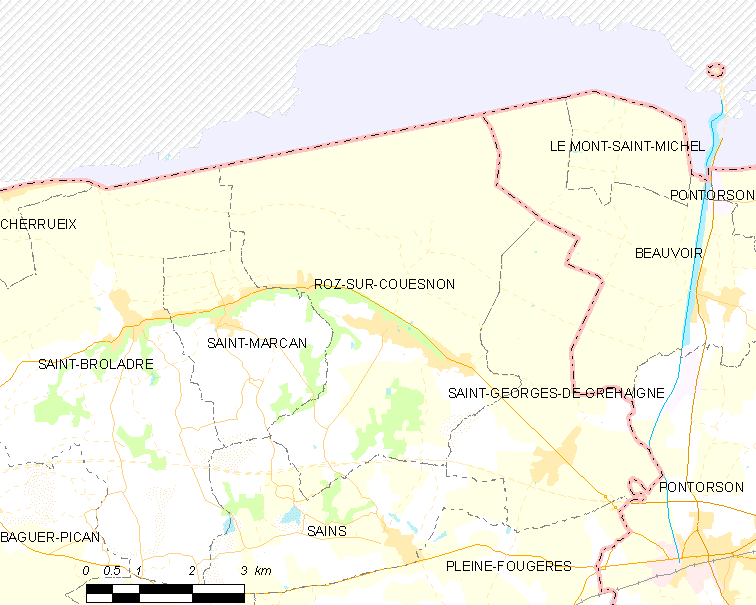
库埃农河畔罗的OSM定位图

## 行政
库埃农河畔罗的邮政编码为35610，INSEE市镇编码为35247。

## 政治
库埃农河畔罗所属的省级选区为布列塔尼地区多勒县。

## 人口

1962-2008年间库埃农河畔罗人口变化图示

库埃农河畔罗于2022年1月1日时的人口数量为1036人。